# Нельмин-Нос
Не́льмин-Нос (нен. Нельмин Саля) — посёлок в Заполярном районе Ненецкого автономного округа России. Образует Малоземельский сельсовет.

## География
Нельмин-Нос расположен на берегу протоки реки Печоры — Тундровый Шар, в 60 км от административного центра Ненецкого автономного округа — города Нарьян-Мар.

## Население
| 2002 | 2010 | 2011 | 2012 | 2013 | 2014 | 2015 | 2016 | 2017 |
| ---- | ---- | ---- | ---- | ---- | ---- | ---- | ---- | ---- |
| 970  | ↘916 | ↗941 | ↘879 | ↘847 | ↘816 | ↘796 | ↗799 | ↗817 |
| 2018 | 2019 | 2020 | 2021 | 2023 |      |      |      |      |
| ↘800 | ↘773 | ↘760 | ↘598 | ↘597 |      |      |      |      |

| Народ                          | Численность (чел.) | Доля от указавших национальность, % |
| ------------------------------ | ------------------ | ----------------------------------- |
| Ненцы                          | 798                | 87,4                                |
| Русские                        | 90                 | 9,86                                |
| Коми                           | 16                 | 1,75                                |
| Казахи                         | 6                  | 0,66                                |
| Украинцы                       | 3                  | 0,33                                |
| Всего указавших национальность | 913                | 100                                 |
| Национальность не указана      | 9                  |                                     |

В посёлке расположены базы семейно-родовых общин коренных малочисленных народов Севера «Илебц», «Табседа», «Нерута», «Опседа», «Варк», «Сенга», «Вындер», «Малоземелец». Они занимаются традиционным видом хозяйствования — оленеводством, являются основными производителями сельскохозяйственной продукции.

## Улицы
- Выучейского (улица)
- Молодёжный (квартал)
- Победы (улица)
- Советская (улица)
- Тетеревлева (улица)
- Тундровая (улица)
- Школьный (квартал)
- Явтысого (квартал)

## Уроженцы
- Семён Николаевич Явты́сый (3 сентября 1941 года — 12 марта 1973 года) — полярный лётчик, первый пилот-ненец.
- Шаман Коля — Николай Александрович Талеев (Сярге) (род. 1 апреля 1969) — потомственный белый шаман.